# ایرمفرید ابرل
ایرمفرید ابرل (آلمانی: Irmfried Eberl؛ زاده ۸ سپتامبر ۱۹۱۰ – مرگ ۱۶ فوریه ۱۹۴۸) یک پزشک اتریشی در دوره رایش سوم و از ۱۱ ژوئیه ۱۹۴۲ تا ۲۶ اوت ۱۹۴۲ فرمانده اردوگاه مرگ تربلینکا بود. او تنها پزشکی بود که به فرماندهی یک اردوگاه کار اجباری رسید. وی در ژانویه ۱۹۴۸ دستگیر شد ولی قبل از شروع محاکمه در ۱۶ فوریه ۱۹۴۸ در زندان با طناب دار خودکشی کرد.